# Отман, Жан, маркиз де Виллер-Сен-Поль
Жан Отман, маркиз де Виллер-Сен-Поль (фр. Jean Hotman, Marquis de Villers-St-Paul; 1552[…], Лозанна, Швейцарский союз — 26 января 1636) — французский дипломат, сын Франсуа Отмана, наставник и учитель молодого Фрэнсиса Бэкона в период пребывания того с дипломатической миссией во Франции в 1576—1579 гг., и впоследствии переводчик на французский язык работы Бэкона «История короля Генриха VII».

## Биография
Старший сын Франсуа Отмана, родился в Лозанне, так как его семья находилась в изгнании во время религиозных войн во Франции. С 1555 по 1563 год Отманы жили в Страсбурге, с 1563 по 1566 год в Валансе, с 1566 по 1572 год в Бурже, с 1572 по 1578 год в Женеве. В 1578 году они в последний раз переехали в Базель, где в 1590 году умер отец Жана Франсуа. Жан изучал право в Валенсии, окончив учёбу не позже 1568 года. Жил в Англии, окончил Оксфордский университет в 1581 году, получив докторскую степень в области права.
Вернулся во Францию, где, по всей вероятности, женился в 1584 или 1585 гг. на Рене де Сен-Мартен, бывшей фрейлине Пенелопы Деверо, леди Рич. 14 января 1585 года назначен советником и рекетмейстером Генрихом Наваррским, будущим Генрихом IV. Ездил с дипломатической миссией в Англию и Нидерланды. В августе 1589 года посетил Эдинбург, встретился с королём Шотландии Яковом VI.
После кончины отца (1590) вернулся во Францию для обустройства имения, стал опекуном своих трех незамужних сестер.
В своем трактате «Посол» (фр. L'ambassadeur), переведённом на английский язык в 1603 году, предостерегал дипломатов от найма слуг из страны, в которую они были направлены, из-за опасения, что они будут действовать как шпионы. Рекомендовал послам брать с собой своих жён для надзора за домочадцами, чтобы не допустить утечки конфиденциальной информации посторонним. Рисуя образ идеального посла, настаивал, что «протестант не годится для того, чтобы быть посланником при папском дворе и при дворе короля Испании».
Около 1619 года был французским послом в герцогстве Берг в Рейнской области Германии.